# ブロック・ポーター
ブロック・マシュー・ポーター（Brock Matthew Porter, 2003年6月3日 - ）は、アメリカ合衆国ミシガン州オークランド郡ミルフォード出身のプロ野球選手（投手）。右投右打。MLBのテキサス・レンジャーズ傘下所属。

## 経歴
高校4年目の2022年に9勝0敗、防御率0.29、109奪三振の好成績を記録し、ゲータレード年間最優秀選手賞を受賞した。
この活躍もあり、同年のMLBドラフトでは1巡目上位での指名が予想されていたが、代理人のスコット・ボラスが高額の契約金を要求していたことから、指名を見送る球団が続出した。結果的に4巡目（全体109位）でようやくテキサス・レンジャーズから指名され、予定していたクレムソン大学への進学を取りやめプロ入り。契約金は2巡目指名以降の選手では史上最高額となる370万ドル。